# Arcos de Jalón
Arcos de Jalón település Spanyolországban, Soria tartományban. Arcos de Jalón Almaluez, Santa María de Huerta, Alconchel de Ariza, Sisamón, Villel de Mesa, Mochales, Maranchón, Luzón, Anguita és Medinaceli községekkel határos. Lakosainak száma 1545 fő (2024).

## Népesség
A település népessége az elmúlt években az alábbi módon változott:
| Lakosok száma | 1829 | 1852 | 1802 | 1782 | 1839 | 1707 | 1486 | 1469 | 1507 | 1545 |
|               | 2001 | 2004 | 2007 | 2009 | 2012 | 2014 | 2017 | 2019 | 2022 | 2024 |